# Asienspiele 2018/Schwimmen
| Medaillenspiegel Schwimmen | Medaillenspiegel Schwimmen | Medaillenspiegel Schwimmen | Medaillenspiegel Schwimmen | Medaillenspiegel Schwimmen | Medaillenspiegel Schwimmen |
| Platz                      | Land                       | Gold                       | Silber                     | Bronze                     | Gesamt                     |
| -------------------------- | -------------------------- | -------------------------- | -------------------------- | -------------------------- | -------------------------- |
| 01                         | Japan                      | 19                         | 20                         | 13                         | 52                         |
| 02                         | Volksrepublik China        | 19                         | 17                         | 14                         | 50                         |
| 03                         | Singapur                   | 2                          | 1                          | 3                          | 6                          |
| 04                         | Südkorea                   | 1                          | 1                          | 4                          | 6                          |
| 05                         | Hongkong                   | —                          | 1                          | 2                          | 3                          |
| 06                         | Vietnam                    | —                          | 1                          | 1                          | 2                          |
| 07                         | Kasachstan                 | —                          | —                          | 4                          | 4                          |
| Total                      | Total                      | 41                         | 41                         | 41                         | 123                        |

Bei den Asienspielen 2018 in Jakarta, Indonesien, wurden vom 19. bis 24. August 41 Wettbewerbe im Schwimmen ausgetragen, je 20 für Damen und Herren sowie einen gemischten Staffelbewerb.

## Männer

### 50 m Freistil
| Platz | Land | Athlet           | Zeit (s) |
| ----- | ---- | ---------------- | -------- |
| 1     | CHN  | Yu Hexin         | 22,11    |
| 2     | JPN  | Katsumi Nakamura | 22,20    |
| 3     | JPN  | Shunichi Nakao   | 22,46    |
| 4     | IND  | Virdhawal Khade  | 22,47    |
| 5     | HKG  | Kenneth To       | 22,54    |
| 6     | SGP  | Teong Tzen Wei   | 22,59    |
| 7     | KAZ  | Ädilbek Mussin   | 22,64    |
| 8     | TPE  | Lin Chien-liang  | 22,67    |

Das Finale wurde am 21. August ausgetragen.

### 100 m Freistil
| Platz | Land | Athlet             | Zeit (s) |
| ----- | ---- | ------------------ | -------- |
| 1     | JPN  | Shinri Shioura     | 48,71    |
| 2     | JPN  | Katsumi Nakamura   | 48,72    |
| 3     | CHN  | Yu Hexin           | 48,88    |
| 4     | CHN  | Hou Yujie          | 48,95    |
| 5     | JOR  | Khader Baqlah      | 49,10    |
| 6     | LKA  | Matthew Abeysinghe | 49,28    |
| 7     | KAZ  | Ädil Qasqabai      | 49,37    |
| 8     | KOR  | Yang Jae-hoon      | 49,83    |

Das Finale wurde am 23. August ausgetragen.

### 200 m Freistil
| Platz | Land | Athlet              | Zeit (min) |
| ----- | ---- | ------------------- | ---------- |
| 1     | CHN  | Sun Yang            | 1:45,43    |
| 2     | JPN  | Katsuhiro Matsumoto | 1:46,50    |
| 3     | CHN  | Ji Xinjie           | 1:46,68    |
| 4     | JOR  | Khader Baqlah       | 1:46,77    |
| 5     | JPN  | Naito Ehara         | 1:47,66    |
| 6     | MAS  | Welson Sim          | 1:47,99    |
| 7     | KOR  | Lee Ho-joon         | 1:48,10    |
| 8     | VIE  | Hoàng Quý Phước     | 1:50,57    |

Das Finale wurde am 19. August ausgetragen.

### 400 m Freistil
| Platz | Land | Athlet               | Zeit (min) |
| ----- | ---- | -------------------- | ---------- |
| 1     | CHN  | Sun Yang             | 3:49,52    |
| 2     | JPN  | Naito Ehara          | 3:47,14    |
| 3     | JPN  | Kosuke Hagino        | 3:47,20    |
| 4     | KOR  | Lee Ho-joon          | 3:48,28    |
| 5     | JOR  | Khader Baqlah        | 3:52,77    |
| 6     | CHN  | Ji Xinjie            | 3:50,06    |
| 7     | VIE  | Nguyễn Hữu Kim Sơn   | 3:51,67    |
| 8     | INA  | Aflah Fadlan Prawira | 3:53,01    |

Das Finale wurde am 21. August ausgetragen.

### 800 m Freistil
| Platz | Land | Athlet               | Zeit (min) |
| ----- | ---- | -------------------- | ---------- |
| 1     | CHN  | Sun Yang             | 7:48,36 GR |
| 2     | JPN  | Shogo Takeda         | 7:53,01    |
| 3     | VIE  | Nguyễn Huy Hoàng     | 7:54,32    |
| 4     | JPN  | Kōhei Yamamoto       | 7:59,60    |
| 5     | CHN  | Ji Xinjie            | 7:59,99    |
| 6     | INA  | Aflah Fadlan Prawira | 8:03,87    |
| 7     | HKG  | Cheuk Ming Ho        | 8:07,76    |
| 8     | IND  | Advait Page          | 8:09,13    |

Das Finale wurde am 20. August ausgetragen.

### 1500 m Freistil
| Platz | Land | Athlet               | Zeit (min) |
| ----- | ---- | -------------------- | ---------- |
| 1     | CHN  | Sun Yang             | 14:58,53   |
| 2     | VIE  | Nguyễn Huy Hoàng     | 15:01,63   |
| 3     | CHN  | Ji Xinjie            | 15:06,18   |
| 4     | JPN  | Shogo Takeda         | 15:17,13   |
| 5     | JPN  | Ayatsugu Hirai       | 15:24,26   |
| 6     | INA  | Aflah Fadlan Prawira | 15:24,59   |
| 7     | IND  | Advait Page          | 15:29,96   |
| 8     | TPE  | Huang Guo-ting       | 15:36,52   |

Das Finale wurde am 24. August ausgetragen.

### 50 m Schmetterling
| Platz | Land | Athlet           | Zeit (s) |
| ----- | ---- | ---------------- | -------- |
| 1     | SGP  | Joseph Schooling | 23,61    |
| 2     | CHN  | Wang Peng        | 23,65    |
| 3     | KAZ  | Ädilbek Mussin   | 23,73    |
| 4     | JPN  | Shunichi Nakao   | 23,88    |
| 5     | CHN  | Li Zhuhao        | 23,89    |
| 6     | VIE  | Paul Lê Nguyễn   | 24,35    |
| 7     | JPN  | Yuki Kobori      | 24,40    |
| 8     | IND  | Virdhawal Khade  | 24,48    |

Das Finale wurde am 23. August ausgetragen.

### 100 m Schmetterling
| Platz | Land | Athlet               | Zeit (s) |
| ----- | ---- | -------------------- | -------- |
| 1     | SGP  | Joseph Schooling     | 51,04    |
| 2     | CHN  | Li Zhuhao            | 51,46    |
| 3     | JPN  | Yuki Kobori          | 51,77    |
| 4     | SGP  | Quah Zheng Wen       | 52,54    |
| 5     | KAZ  | Ädilbek Mussin       | 52,95    |
| 6     | JPN  | Nao Horomura         | 53,00    |
| 7     | KOR  | Chang Gyu-cheol      | 53,32    |
| 8     | INA  | Glenn Victor Sutanto | 53,89    |

Das Finale wurde am 22. August ausgetragen.

### 200 m Schmetterling
| Platz | Land | Athlet         | Zeit (min) |
| ----- | ---- | -------------- | ---------- |
| 1     | JPN  | Daiya Seto     | 1:54,53    |
| 2     | JPN  | Nao Horomura   | 1:55,58    |
| 3     | CHN  | Li Zhuhao      | 1:55,76    |
| 4     | CHN  | Wang Zhou      | 1:56,75    |
| 5     | IND  | Sajan Prakash  | 1:57,75    |
| 6     | SGP  | Quah Zheng Wen | 1:57,95    |
| 7     | TPE  | Wang Kuan-hung | 1:58,63    |
| 8     | KOR  | Park Jung-hun  | 1:58,67    |

Das Finale wurde am 19. August ausgetragen.

### 50 m Brust
| Platz | Land | Athlet             | Zeit (s) |
| ----- | ---- | ------------------ | -------- |
| 1     | JPN  | Yasuhiro Koseki    | 27,07    |
| 2     | CHN  | Yan Zibei          | 27,25    |
| 3     | KAZ  | Dmitri Balandin    | 27,46    |
| 4     | CHN  | Sun Jiajun         | 27,65    |
| 5     | UZB  | Vladislav Mustafin | 27,72    |
| 6     | MAC  | Chao Man Hou       | 27,91    |
| 7     | IND  | Sandeep Sejwal     | 27,98    |
| 8     | JPN  | Daiya Seto         | 28,00    |

Das Finale wurde am 24. August ausgetragen.

### 100 m Brust
| Platz | Land | Athlet             | Zeit (s) |
| ----- | ---- | ------------------ | -------- |
| 1     | JPN  | Yasuhiro Koseki    | 58,86 GR |
| 2     | CHN  | Yan Zibei          | 59,31    |
| 3     | KAZ  | Dmitri Balandin    | 59,39    |
| 4     | JPN  | Ippei Watanabe     | 60,15    |
| 5     | CHN  | Qin Haiyang        | 60,24    |
| 6     | KOR  | Moon Jae-kwon      | 61,07    |
| 7     | UZB  | Vladislav Mustafin | 61,49    |
| 8     | SGP  | Lionel Khoo        | 61,74    |

Das Finale wurde am 22. August ausgetragen.

### 200 m Brust
| Platz | Land | Athlet           | Zeit (min) |
| ----- | ---- | ---------------- | ---------- |
| 1     | JPN  | Yasuhiro Koseki  | 2:07,81    |
| 2     | JPN  | Ippei Watanabe   | 2:07,82    |
| 3     | CHN  | Qin Haiyang      | 2:08,07    |
| 4     | CHN  | Yan Zibei        | 2:11,07    |
| 5     | KGZ  | Denis Petraschow | 2:12,19    |
| 6     | KOR  | Cho Sung-jae     | 2:13,86    |
| 7     | MAC  | Chao Man Hou     | 2:15,82    |
| 8     | JOR  | Amro al-Wir      | 2:17,43    |

Das Finale wurde am 21. August ausgetragen.

### 50 m Rücken
| Platz | Land | Athlet                 | Zeit (s) |
| ----- | ---- | ---------------------- | -------- |
| 1     | CHN  | Xu Jiayu               | 24,75    |
| 2     | JPN  | Ryōsuke Irie           | 24,88    |
| 3     | KOR  | Kang Ji-seok           | 25,17    |
| 4     | CHN  | Wang Peng              | 25,28    |
| 5     | INA  | I Gede Siman Sudartawa | 25,29    |
| 6     | SGP  | Quah Zheng Wen         | 25,53    |
| 7     | KOR  | Lee Ju-ho              | 25,59    |
| 8     | TKM  | Merdan Atajew          | 25,88    |

Das Finale wurde am 20. August ausgetragen.

### 100 m Rücken
| Platz | Land | Athlet                 | Zeit (s)  |
| ----- | ---- | ---------------------- | --------- |
| 1     | CHN  | Xu Jiayu               | 52,34 =GR |
| 2     | JPN  | Ryōsuke Irie           | 52,53     |
| 3     | KOR  | Lee Ju-ho              | 54,52     |
| 4     | JPN  | Masaki Kaneko          | 54,61     |
| 5     | CHN  | Li Guangyuan           | 55,01     |
| 6     | VIE  | Lê Nguyễn Paul         | 55,72     |
| 7     | IND  | Srihari Nataraj        | 56,19     |
| 8     | INA  | I Gede Siman Sudartawa | 58,82     |

Das Finale wurde am 19. August ausgetragen.

### 200 m Rücken
| Platz | Land | Athlet            | Zeit (min) |
| ----- | ---- | ----------------- | ---------- |
| 1     | CHN  | Xu Jiayu          | 1:53,99    |
| 2     | JPN  | Ryōsuke Irie      | 1:55,11    |
| 3     | JPN  | Keita Sunama      | 1:55,54    |
| 4     | CHN  | Li Guangyuan      | 1:57,13    |
| 5     | KOR  | Lee Ju-ho         | 1:59,88    |
| 6     | VIE  | Srihari Nataraj   | 2:02,83    |
| 7     | INA  | Ricky Anggawijaya | 2:04,60    |
| 8     | SGP  | Francis Fong      | 2:06,16    |

Das Finale wurde am 23. August ausgetragen.

### 200 m Lagen
| Platz | Land | Athlet             | Zeit (min) |
| ----- | ---- | ------------------ | ---------- |
| 1     | CHN  | Wang Shun          | 1:56,52    |
| 2     | JPN  | Kōsuke Hagino      | 1:56,75    |
| 3     | CHN  | Qin Haiyang        | 1:57,09    |
| 4     | JPN  | Daiya Seto         | 1:57,13    |
| 5     | HKG  | Kenneth To         | 2:01,76    |
| 6     | INA  | Triady Fauzi Sidiq | 2:02,09    |
| 7     | TPE  | Wang Hsing-hao     | 2:02,68    |
| 8     | SGP  | Pang Sheng Jun     | 2:03,08    |

Das Finale wurde am 20. August ausgetragen.

### 400 m Lagen
| Platz | Land | Athlet             | Zeit (min) |
| ----- | ---- | ------------------ | ---------- |
| 1     | JPN  | Daiya Seto         | 4:08,79    |
| 2     | JPN  | Kōsuke Hagino      | 4:10,30    |
| 3     | CHN  | Wang Shun          | 4:12,31    |
| 4     | CHN  | Wang Yizhe         | 4:19,61    |
| 5     | KOR  | Joo Jae-gu         | 4:20,77    |
| 6     | VIE  | Nguyễn Hữu Kim Sơn | 4:22,86    |
| 7     | TPE  | Cho Cheng-chi      | 4:23,18    |
| 8     | KOR  | Kim Min-suk        | 4:23,39    |

Das Finale wurde am 22. August ausgetragen.

### 4 × 100 m Freistil-Staffel
| Platz | Land | Athlet                                                                            | Zeit (min) |
| ----- | ---- | --------------------------------------------------------------------------------- | ---------- |
| 1     | JPN  | Shinri Shioura Katsuhiro Matsumoto Katsumi Nakamura Juran Mizohata                | 3:12,68 GR |
| 2     | CHN  | Yang Jintong Cao Jiwen Sun Yang Yu Hexin                                          | 3:13,29 NR |
| 3     | SGP  | Quah Zheng Wen Joseph Schooling Darren Chua Darren Lim                            | 3:17,22 NR |
| 4     | KOR  | Yang Jae-hoon Jang Dong-hyeok Lee Ho-joon Park Seon-kwan                          | 3:17,92    |
| 5     | TPE  | Lin Chien-liang Huang Yen-hsin An Ting-yao Wang Yu-lian                           | 3:19,02    |
| 6     | MAS  | Kit Sern Keith Lim Welson Sim Wee Shing Chan Jie Foong Wei Tze                    | 3:21,06    |
| 7     | INA  | Triady Fauzi Sidiq Ricky Anggawijaya Putera Muhammad Randa Raymond Sumitra Lukman | 3:25,16    |
| 8     | IND  | Aaron Agnel Dsouza Anshul Kothari Sajan Prakash Virdhawal Vikram Khade            | 3:25,34    |

Das Finale wurde am 22. August ausgetragen.

### 4 × 200 m Freistil-Staffel
| Platz | Land | Athlet                                                              | Zeit (min) |
| ----- | ---- | ------------------------------------------------------------------- | ---------- |
| 1     | JPN  | Naito Ehara Reo Sakata Kosuke Hagino Katsuhiro Matsumoto            | 7:05,17 GR |
| 2     | CHN  | Ji Xinjie Shang Keyuan Wang Shun Sun Yang                           | 7:05,45    |
| 3     | SGP  | Quah Zheng Wen Joseph Schooling Danny Yeo Jonathan Tan              | 7:14,15 NR |
| 4     | KOR  | Yang Jae-hoon Jang Dong-hyeok Kim Min-suk Lee Ho-joon               | 7:15,26    |
| 5     | TPE  | Wang Yu-lian Huang Yen-hsin Wang Hsing-hao An Ting-yao              | 7:24,48    |
| 6     | VIE  | Hoàng Quý Phước Ngô Đình Chuyền Nguyễn Hữu Kim Sơn Nguyễn Huy Hoàng | 7:32,02    |
| 7     | IND  | Srihari Nataraj Saurabh Sangvekar Avinash Mani Neel Roy             | 7:37,07    |
|       | HKG  | Cheuk Ming Ho Jonathan Liao Chan Chun Hei Kent Cheung               | DSQ        |

Das Finale wurde am 20. August ausgetragen.

### 4 × 100 m Lagen-Staffel
| Platz | Land | Athlet                                                                           | Zeit (min) |
| ----- | ---- | -------------------------------------------------------------------------------- | ---------- |
| 1     | CHN  | Xu Jiayu Yan Zibei Li Zhuhao Yu Hexin                                            | 3:29,99    |
| 2     | JPN  | Ryōsuke Irie Yasuhiro Koseki Yuki Kobori Shinri Shioura                          | 3:30,03    |
| 3     | KAZ  | Ädil Qasqabai Dmitri Balandin Ädilbek Mussin Alexander Warakin                   | 3:35,62    |
| 4     | SGP  | Quah Zheng Wen Lionel Khoo Joseph Schooling Darren Chua                          | 3:37,68    |
| 5     | KOR  | Lee Ju-ho Moon Jae-kwon Chang Gyu-cheol Yang Jae-hoon                            | 3:37,93    |
| 6     | INA  | I Gede Siman Sudartawa Gagarin Nathaniel Glenn Victor Sutanto Triady Fauzi Sidiq | 3:38,18    |
| 7     | TPE  | Chuang Mu-lun Lee Hsuan-yen Chu Chen-ping An Ting-yao                            | 3:41,52    |
| 8     | HKG  | Lau Shiu Yue Boris Yang Nicholas Lim Kenneth To                                  | 3:44,61    |

Das Finale wurde am 24. August ausgetragen.

## Frauen

### 50 m Freistil
| Platz | Land | Athlet          | Zeit (s) |
| ----- | ---- | --------------- | -------- |
| 1     | JPN  | Rikako Ikee     | 24,53 GR |
| 2     | CHN  | Liu Xiang       | 24,60    |
| 3     | CHN  | Wu Qingfeng     | 24,87    |
| 4     | JPN  | Mayuka Yamamoto | 25,45    |
| 5     | SGP  | Amanda Lim      | 25,47    |
| 6     | SGP  | Quah Ting Wen   | 25,48    |
| 7     | KOR  | Kim Min-ju      | 25,81    |
| 8     | HKG  | Stephanie Au    | 25,86    |

Das Finale wurde am 24. August ausgetragen.

### 100 m Freistil
| Platz | Land | Athlet                  | Zeit (s) |
| ----- | ---- | ----------------------- | -------- |
| 1     | JPN  | Rikako Ikee             | 53,27 GR |
| 2     | CHN  | Zhu Menghui             | 53,56    |
| 3     | CHN  | Yang Junxuan            | 54,17    |
| 4     | JPN  | Tomomi Aoki             | 54,58    |
| 5     | HKG  | Camille Cheng           | 55,39    |
| 6     | KOR  | Ko Mi-so                | 56,07    |
| 7     | PHI  | Jasmine Alkhaldi        | 56,29    |
| 8     | THA  | Kornkarnjana Sapianchai | 56,85    |

Das Finale wurde am 20. August ausgetragen.

### 200 m Freistil
| Platz | Land | Athlet                  | Zeit (min) |
| ----- | ---- | ----------------------- | ---------- |
| 1     | CHN  | Li Bingjie              | 1:56,74    |
| 2     | CHN  | Yang Junxuan            | 1:57,48    |
| 3     | JPN  | Chihiro Igarashi        | 1:57,49    |
| 4     | JPN  | Yui Ōhashi              | 2:00,29    |
| 5     | THA  | Natthanan Junkrajang    | 2:01,67    |
| 6     | HKG  | Camille Cheng           | 2:01,95    |
| 7     | THA  | Kornkarnjana Sapianchai | 2:01,96    |
| 8     | PHI  | Jasmine Alkhaldi        | 2:03,23    |

Das Finale wurde am 22. August ausgetragen.

### 400 m Freistil
| Platz | Land | Athlet           | Zeit (min) |
| ----- | ---- | ---------------- | ---------- |
| 1     | CHN  | Wang Jianjiahe   | 4:03,18 GR |
| 2     | CHN  | Li Bingjie       | 4:06,46    |
| 3     | JPN  | Chihiro Igarashi | 4:08,48    |
| 4     | JPN  | Waka Kobori      | 4:11,69    |
| 5     | KOR  | Kim Jin-ha       | 4:16,84    |
| 6     | SGP  | Gan Ching Hwee   | 4:17,86    |
| 7     | HKG  | Ho Nam Wai       | 4:18,77    |
| 8     | HKG  | Katii Tang       | 4:19,91    |

Das Finale wurde am 24. August ausgetragen.

### 800 m Freistil
| Platz | Land | Athlet              | Zeit (min) |
| ----- | ---- | ------------------- | ---------- |
| 1     | CHN  | Wang Jianjiahe      | 8:18,55 GR |
| 2     | CHN  | Li Bingjie          | 8:28,14    |
| 3     | JPN  | Waka Kobori         | 8:30,65    |
| 4     | JPN  | Yukimi Moriyama     | 8:40,71    |
| 5     | SGP  | Gan Ching Hwee      | 8:47,07    |
| 6     | KOR  | Han Da-kyung        | 8:48,38    |
| 7     | HKG  | Ho Nam Wai          | 8:53,16    |
| 8     | THA  | Ammiga Himathongkom | 8:53,47    |

Das Finale wurde am 23. August ausgetragen.

### 1500 m Freistil
| Platz | Land | Athlet          | Zeit (min)  |
| ----- | ---- | --------------- | ----------- |
| 1     | CHN  | Wang Jianjiahe  | 15:53,68 GR |
| 2     | CHN  | Li Bingjie      | 15:53,80    |
| 3     | JPN  | Waka Kobori     | 16:18,31    |
| 4     | JPN  | Yukimi Moriyama | 16:34,23    |
| 5     | SGP  | Gan Ching Hwee  | 16:39,70    |
| 6     | KOR  | Han Da-kyung    | 16:58,57    |
| 7     | HKG  | Katii Tang      | 17:08,39    |
| 8     | HKG  | Lam Hoi Kiu     | 17:20,65    |

Das Finale wurde am 19. August ausgetragen.

### 50 m Schmetterling
| Platz | Land | Athlet          | Zeit (s) |
| ----- | ---- | --------------- | -------- |
| 1     | JPN  | Rikako Ikee     | 25,55 GR |
| 2     | CHN  | Wang Yichun     | 26,03    |
| 3     | CHN  | Lin Xintong     | 26,39    |
| 4     | KOR  | Park Ye-rin     | 26,53    |
| 5     | KOR  | An Se-hyeon     | 26,67    |
| 6     | SGP  | Quah Ting Wen   | 26,73    |
| 7     | TPE  | Huang Mei-chien | 26,89    |
| 8     | HKG  | Chan Kin Lok    | 27,22    |

Das Finale wurde am 20. August ausgetragen.

### 100 m Schmetterling
| Platz | Land | Athlet        | Zeit (s) |
| ----- | ---- | ------------- | -------- |
| 1     | JPN  | Rikako Ikee   | 56,30 GR |
| 2     | CHN  | Zhang Yufei   | 57,40    |
| 3     | KOR  | An Se-hyeon   | 58,00    |
| 4     | JPN  | Ai Soma       | 58,68    |
| 5     | CHN  | Lin Xintong   | 58,82    |
| 6     | SGP  | Quah Jing Wen | 58,93    |
| 7     | KOR  | Park Ye-rin   | 59,57    |
| 8     | HKG  | Chan Kin Lok  | 59,94    |

Das Finale wurde am 21. August ausgetragen.

### 200 m Schmetterling
| Platz | Land | Athlet               | Zeit (min) |
| ----- | ---- | -------------------- | ---------- |
| 1     | CHN  | Zhang Yufei          | 2:06,61    |
| 2     | JPN  | Sachi Mochida        | 2:08,72    |
| 3     | JPN  | Suzuka Hasegawa      | 2:08,80    |
| 4     | KOR  | An Se-hyeon          | 2:08,83    |
| 5     | SGP  | Quah Jing Wen        | 2:12,01    |
| 6     | CHN  | Yu Liyan             | 2:12,61    |
| 7     | VIE  | Lê Thị Mỹ Thảo       | 2:13,93    |
| 8     | INA  | Adinda Larasati Dewi | 2:14,54    |

Das Finale wurde am 22. August ausgetragen.

### 50 m Brust
| Platz | Land | Athlet                | Zeit (min) |
| ----- | ---- | --------------------- | ---------- |
| 1     | JPN  | Satomi Suzuki         | 30,83 GR   |
| 2     | SGP  | Roanne Ho             | 31,23      |
| 3     | CHN  | Feng Junyang          | 31,24      |
| 4     | CHN  | Suo Ran               | 31,42      |
| 5     | MAS  | Phee Jinq En          | 31,64      |
| 6     | TPE  | Lin Pei-wun           | 31,72      |
| 7     | KAZ  | Adelaida Pchelintseva | 31,94      |
| 8     | JPN  | Miho Teramura         | DSQ        |

Das Finale wurde am 23. August ausgetragen.

### 100 m Brust
| Platz | Land | Athlet        | Zeit (min) |
| ----- | ---- | ------------- | ---------- |
| 1     | JPN  | Satomi Suzuki | 1:06,40 GR |
| 2     | JPN  | Reona Aoki    | 1:06,45    |
| 3     | CHN  | Shi Jinglin   | 1:07,36    |
| 4     | CHN  | Yu Jingyao    | 1:07,44    |
| 5     | KOR  | Kim Hye-jin   | 1:08,34    |
| 6     | HKG  | Jamie Yeung   | 1:08,75    |
| 7     | KOR  | Back Su-yeon  | 1:08,83    |
| 8     | PHI  | Phee Jinq En  | 1:09,01    |

Das Finale wurde am 19. August ausgetragen.

### 200 m Brust
| Platz | Land | Athlet          | Zeit (min) |
| ----- | ---- | --------------- | ---------- |
| 1     | JPN  | Kanako Watanabe | 2:23,05    |
| 2     | CHN  | Yu Jingyao      | 2:23,31    |
| 3     | JPN  | Reona Aoki      | 2:23,33    |
| 4     | CHN  | Zhang Xinyu     | 2:26,24    |
| 5     | KOR  | Back Su-yeon    | 2:28,48    |
| 6     | HKG  | Jamie Yeung     | 2:29,81    |
| 7     | TPE  | Lin Pei-wun     | 2:33,39    |
| 8     | SGP  | Samantha Yeo    | 2:33,75    |

Das Finale wurde am 20. August ausgetragen.

### 50 m Rücken
| Platz | Land | Athlet          | Zeit (s)    |
| ----- | ---- | --------------- | ----------- |
| 1     | CHN  | Liu Xiang       | 26,98 WR GR |
| 2     | CHN  | Fu Yuanhui      | 27,68       |
| 3     | JPN  | Natsumi Sakai   | 27,91       |
| 4     | JPN  | Anna Konishi    | 28,37       |
| 5     | KOR  | Park Han-byeol  | 28,39       |
| 6     | HKG  | Stephanie Au    | 28,70       |
| 7     | KOR  | Shin Young-yeon | 28,85       |
| 8     | HKG  | Toto Wong       | 29,02       |

Das Finale wurde am 21. August ausgetragen.

### 100 m Rücken
| Platz | Land | Athlet            | Zeit (s) |
| ----- | ---- | ----------------- | -------- |
| 1     | JPN  | Natsumi Sakai     | 59,27    |
| 2     | JPN  | Anna Konishi      | 59,67    |
| 3     | CHN  | Chen Jie          | 60,28    |
| 4     | CHN  | Fu Yuanhui        | 60,35    |
| 5     | KOR  | Im Da-sol         | 61,08    |
| 6     | HKG  | Toto Wong         | 62,12    |
| 7     | KOR  | Shin Young-yeon   | 62,84    |
| 8     | UZB  | Yulduz Kuchkarova | 63,21    |

Das Finale wurde am 22. August ausgetragen.

### 200 m Rücken
| Platz | Land | Athlet                | Zeit (min) |
| ----- | ---- | --------------------- | ---------- |
| 1     | CHN  | Liu Yaxin             | 2:07,65    |
| 2     | JPN  | Natsumi Sakai         | 2:08,13    |
| 3     | CHN  | Peng Xuwei            | 2:09,14    |
| 4     | JPN  | Sayaka Akase          | 2:10,35    |
| 5     | KOR  | Im Da-sol             | 2:13,66    |
| 6     | HKG  | Toto Wong             | 2:14,68    |
| 7     | INA  | Nurul Fajar Fitriyati | 2:19,38    |
| 8     | PHI  | Roxanne Ashley Yu     | 2:21,25    |

Das Finale wurde am 19. August ausgetragen.

### 200 m Lagen
| Platz | Land | Athlet           | Zeit (min) |
| ----- | ---- | ---------------- | ---------- |
| 1     | KOR  | Kim Seo-yeong    | 2:08,34 GR |
| 2     | JPN  | Yui Ōhashi       | 2:08,88    |
| 3     | JPN  | Miho Teramura    | 2:10,98    |
| 4     | CHN  | Zhou Min         | 2:11,42    |
| 5     | CHN  | Yang Chang       | 2:13,68    |
| 6     | HKG  | Jamie Yeung      | 2:17,63    |
| 7     | INA  | Ressa Kania Dewi | 2:18,62    |
| 8     | HKG  | Natalie Kan      | 2:18,82    |

Das Finale wurde am 24. August ausgetragen.

### 400 m Lagen
| Platz | Land | Athlet              | Zeit (min) |
| ----- | ---- | ------------------- | ---------- |
| 1     | JPN  | Yui Ōhashi          | 4:34,58    |
| 2     | KOR  | Kim Seo-yeong       | 4:37,43    |
| 3     | JPN  | Sakiko Shimizu      | 4:39,10    |
| 4     | CHN  | Zhou Min            | 4:42,75    |
| 5     | VIE  | Nguyễn Thị Ánh Viên | 4:42,81    |
| 6     | CHN  | Yang Chang          | 4:47,24    |
| 7     | HKG  | Lam Hoi Kiu         | 4:55,42    |
| 8     | INA  | Azzahra Permatahani | 4:58,89    |

Das Finale wurde am 21. August ausgetragen.

### 4 × 100 m Freistil-Staffel
| Platz | Land | Athlet                                                                                 | Zeit (min)    |
| ----- | ---- | -------------------------------------------------------------------------------------- | ------------- |
| 1     | JPN  | Rikako Ikee Natsumi Sakai Tomomi Aoki Chihiro Igarashi                                 | 3:36,52 GR NR |
| 2     | CHN  | Zhu Menghui Wu Yue Wu Qingfeng Yang Junxuan                                            | 3:36,78       |
| 3     | HKG  | Camille Cheng Stephanie Au Ho Nam Wai Sze Hang Yu                                      | 3:41,88       |
| 4     | SGP  | Quah Jing Wen Quah Ting Wen Christie Chue Cherlyn Yeoh                                 | 3:44,21       |
| 5     | THA  | Manita Sathianchokwisan Kornkarnjana Sapianchai Jenjira Srisa-Ard Natthanan Junkrajang | 3:45,93       |
| 6     | KOR  | Ko Mi-so Kim Min-ju Choi Jung-min Park Ye-rin                                          | 3:48,76       |
| 7     | INA  | Sagita Putri Krisdewanti Ressa Kania Dewi Adinda Larasati Dewi Patricia Yosita Hapsari | 3:51,32       |
| 8     | MAC  | Tan Chi Yan Erica Vong Lei On Kei Long Chi Wai                                         | 3:57,65       |

Das Finale wurde am 19. August ausgetragen.

### 4 × 200 m Freistil-Staffel
| Platz | Land | Athlet                                                                                 | Zeit (min) |
| ----- | ---- | -------------------------------------------------------------------------------------- | ---------- |
| 1     | CHN  | Li Bingjie Wang Jianjiahe Zhang Yuhan Yang Junxuan                                     | 7:48,41 GR |
| 2     | JPN  | Chihiro Igarashi Rikako Ikee Yui Ōhashi Rio Shirai                                     | 7:53,83    |
| 3     | HKG  | Ho Nam Wai Camille Cheng Katii Tang Sze Hang Yu                                        | 8:07,17    |
| 4     | KOR  | Choi Jung-min Kim Jin-ha Ko Mi-so Han Da-kyung                                         | 8:14,36    |
| 5     | SGP  | Quah Ting Wen Christie Chue Cherlyn Yeoh Gan Ching Hwee                                | 8:15,12    |
| 6     | INA  | Sagita Putri Krisdewanti Ressa Kania Dewi Patricia Yosita Hapsari Adinda Larasati Dewi | 8:21,51    |
| 7     | MAC  | Tan Chi Yan Choi Weng Tong Long Chi Wai Erica Vong                                     | 8:57,83    |
| 8     | MNG  | Enkhkhuslen Batbayar Enkhzul Khuyagbaatar Kherlen Altanshagai Tselmeg Erdene           | 9:24,96    |

Das Finale wurde am 21. August ausgetragen.

### 4 × 100 m Lagen-Staffel
| Platz | Land | Athlet                                                                           | Zeit (min) |
| ----- | ---- | -------------------------------------------------------------------------------- | ---------- |
| 1     | JPN  | Anna Konishi Reona Aoki Ai Soma Sakiko Shimizu                                   | 3:54,73 GR |
| 2     | HKG  | Stephanie Au Jamie Yeung Chan Kin Lok Camille Cheng                              | 4:03,15    |
| 3     | SGP  | Hoong En Qi Samantha Yeo Quah Jing Wen Quah Ting Wen                             | 4:09,65    |
| 4     | INA  | Nurul Fajar Fitriyati Anandia Evato Adinda Larasati Dewi Patricia Yosita Hapsari | 4:11,63    |
| 5     | THA  | Araya Wongvat Saovanee Boonamphai Kornkarnjana Sapianchai Natthanan Junkrajang   | 4:18,19    |
| 6     | MAC  | Erica Vong Cheang Weng Lam Tan Chi Yan Lei On Kei                                | 4:25,14    |
| 7     | CHN  | Chen Jie Shi Jinglin Zhang Yufei Zhu Menghui                                     | DSQ        |
| 8     | KOR  | Im Da-sol Kim Hye-jin An Se-hyeon Ko Mi-so                                       | DSQ        |

Das Finale wurde am 23. August ausgetragen.

## Gemischt

### 4 × 100 m Lagen-Staffel
| Platz | Land | Athlet                                                                             | Zeit (min)    |
| ----- | ---- | ---------------------------------------------------------------------------------- | ------------- |
| 1     | CHN  | Xu Jiayu Yan Zibei Zhang Yufei Zhu Menghui                                         | 3:36,52 AR GR |
| 2     | JPN  | Ryōsuke Irie Yasuhiro Koseki Rikako Ikee Tomomi Aoki                               | 3:41,21       |
| 3     | KOR  | Lee Ju-ho Moon Jae-kwon An Se-hyeon Ko Mi-so                                       | 3:49,27 NR    |
| 4     | HKG  | Stephanie Au Kenneth To Nicholas Lim Camille Cheng                                 | 3:50,22       |
| 5     | INA  | I Gede Siman Sudartawa Anandia Evato Glenn Victor Sutanto Patricia Yosita Hapsari  | 3:55,37       |
| 6     | TPE  | Chuang Mu-lun Lee Hsuan-yen Huang Mei-chien Chen Yu-rong                           | 3:58,30       |
| 7     | THA  | Kasipat Chograthin Nuttapong Ketin Kornkarnjana Sapianchai Manita Sathianchokwisan | 4:01,75       |
|       | SGP  | Francis Fong Lionel Khoo Quah Jing Wen Quah Ting Wen                               | DSQ           |

Das Finale wurde am 22. August ausgetragen.